# Doxocopa xantho
Doxocopa xantho är en fjärilsart som beskrevs av Le Cerf 1922. Doxocopa xantho ingår i släktet Doxocopa och familjen praktfjärilar. Inga underarter finns listade i Catalogue of Life.